# Young, Wild & Free
„Young, Wild & Free” este un cântec al rapperilor americani Snoop Dogg și Wiz Khalifa. Pe single apare și artistul pop american, Bruno Mars. A fost lansat ca descărcare digitală pe 11 octombrie 2011 în Statele Unite. În prima săptămână s-au vândut 159.000 de copii digitale, debutând pe locul 10 în topul Billboard Hot 100.

## Videoclip muzical
Un videoclip a fost filmat în octombrie 2011, iar premiera a avut loc pe 23 noiembrie 2011. Bruno Mars nu apare în videoclip, dar vocea lui a rămas. 